# Hendrik Kloosterman
Hendrik Douwe Kloosterman (9. dubna 1900 Rottevalle, Frísko, Nizozemsko – 6. května 1968 Leiden, Nizozemsko) byl nizozemský matematik. Je známý především díky své práci v oblasti teorie čísel, především jako autor tzv. Kloostermanovy sumy, s níž přišel v článku z roku 1926. Byl profesorem na univerzitě v Leidenu a členem Nizozemské královské akademie věd.